# Alexander Mackenzie (político)
Alexander Mackenzie PC (Logierait, 28 de janeiro de 1822 – Toronto, 17 de abril de 1892) foi um pedreiro, empreiteiro, editor de jornal e político canadense que serviu como Primeiro-ministro do Canadá entre 1873 e 1878.

## Carreira
Em 1867, Mackenzie foi eleito para a nova Câmara dos Comuns do Canadá pelo Partido Liberal. Tornou-se líder do partido (portanto, líder da oposição) em meados de 1873 e, alguns meses depois, sucedeu a John A. Macdonald como primeiro-ministro, após a renúncia de Macdonald após o escândalo do Pacífico. Mackenzie e os liberais ganharam uma clara maioria na eleição de 1874. Ele era popular entre o público em geral por sua origem humilde e aparentes tendências democráticas.
Como primeiro-ministro, Mackenzie deu continuidade ao programa de construção da nação iniciado por seu antecessor. Seu governo estabeleceu a Suprema Corte do Canadá e o Royal Military College of Canada, e criou o Distrito de Keewatin para administrar melhor os territórios ocidentais recém-adquiridos do Canadá. No entanto, fez pouco progresso na ferrovia transcontinental e lutou para lidar com as consequências do Pânico de 1873. Na eleição de 1878, o governo do Mackenzie sofreu uma derrota esmagadora. Permaneceu na liderança do Partido Liberal por mais dois anos, e continuou como parlamentar (MP) até sua morte, por acidente vascular cerebral.